# Waldkapelle St. Johann und Paul
Die Waldkapelle St. Johann und Paul ist eine Kapelle im Ortsteil St. Bartholomä der Gemeinde Schönau am Königssee, die von der Pfarrei Unterstein kirchlich betreut wird.

## Lage
Die Waldkapelle liegt etwa einen Kilometer westlich der Halbinsel von St. Bartholomä am Eisgraben auf einer Höhe von etwa 650 m ü. NHN und ist über den Weg zur Eiskapelle am Watzmann zu erreichen.

## Baubeschreibung
Die Waldkapelle St. Johann und Paul ist ein schlanker Bau in nachgotischem Stil mit hohem Schopfwalmdach, Schindeldeckung und Glockenstuhl.

## Geschichte
Im Bereich der Waldkapelle befinden sich untertägige frühneuzeitliche Befunde. Die vier Quellen unterhalb der Kapelle, die im Volksmund auch Fieberbrunnen genannt werden und als Heilwasser gelten, gaben vermutlich 1134 den Anlass zum Bau bzw. zur Weihe der ersten Kirche in St. Bartholomä.
Laut den Inschriften über dem Türsturz und der Altarmensa wurde die Kapelle zwischen 1617 und 1620 erbaut. Eine Inschrift am Sockel des Altars weist darauf hin, dass der Bau durch Spenden von Wallfahrern ermöglicht wurde. „Zu Lob und Ehr Gott des Alllmechtigen, seiner gebenedeyten Muetter der Jungfrauwen Maria, und der Hl. Martyrer Pauli und Johannis, ist dies Capelln und Altar von der Andächtigen Wallfahrter Reichlich Ersambliten Alllmuesen Erbauet worden im Jahr Nach Christy G: 1620.“
Der Fahr- und Fußweg zur Waldkapelle wurde 1733 im Zuge der heute noch sichtbaren Barockisierung von Jagdschloss und Kirche St. Bartholomä angelegt.
Die Waldkapelle St. Johann und Paul ist ein nachqualifiziertes Einzeldenkmal.

## Ausstattung
In der Apsis der Kapelle steht ein Altar mit einer Mariendarstellung. Für Besucher der Kapelle gibt es vier einfache Kirchenbänke. Auf der rechten Wandseite vor dem Altar ist eine vergleichsweise große Gedenktafel des Berchtesgadener Bürgermeisters und Handelsmanns Georg Labermayr für seinen am 14. April 1620 verstorbenen Sohn Wolf angebracht worden. Die letzte angezeigte Renovierung erfolgte siehe Hinweistafel über der Eingangstür im Jahr 1906.

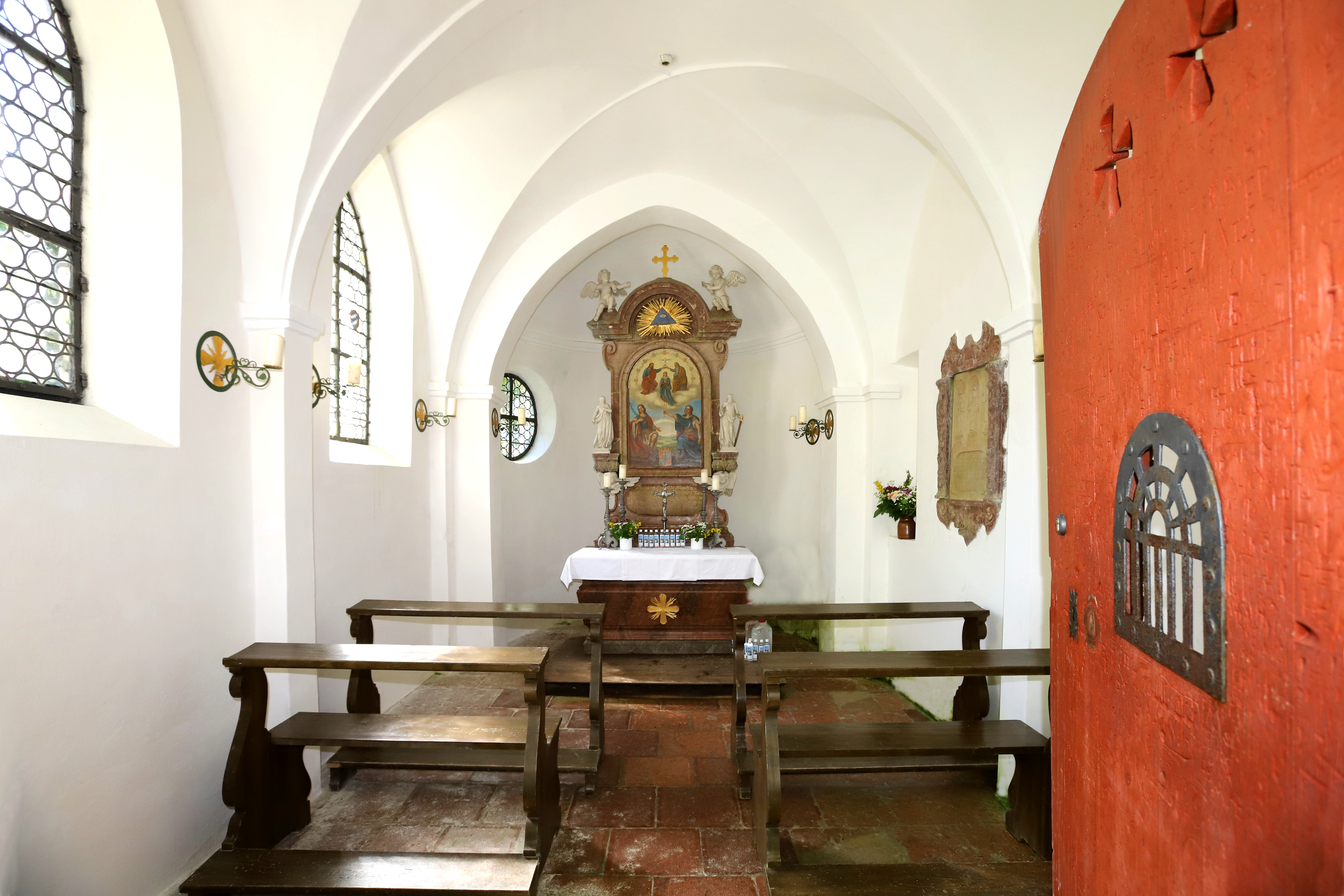
Blick zum Altar
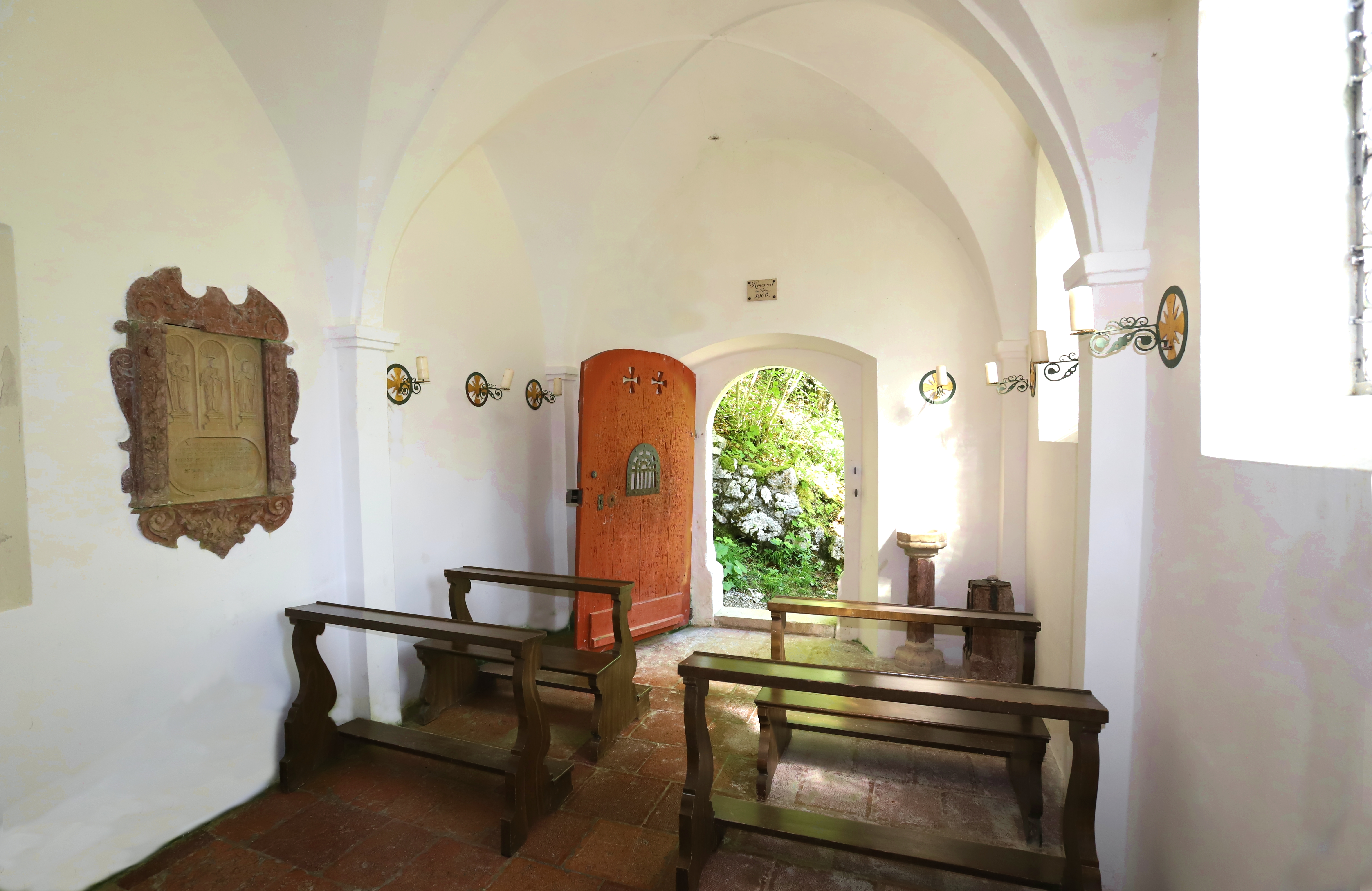
Blick zum Eingangsbereich
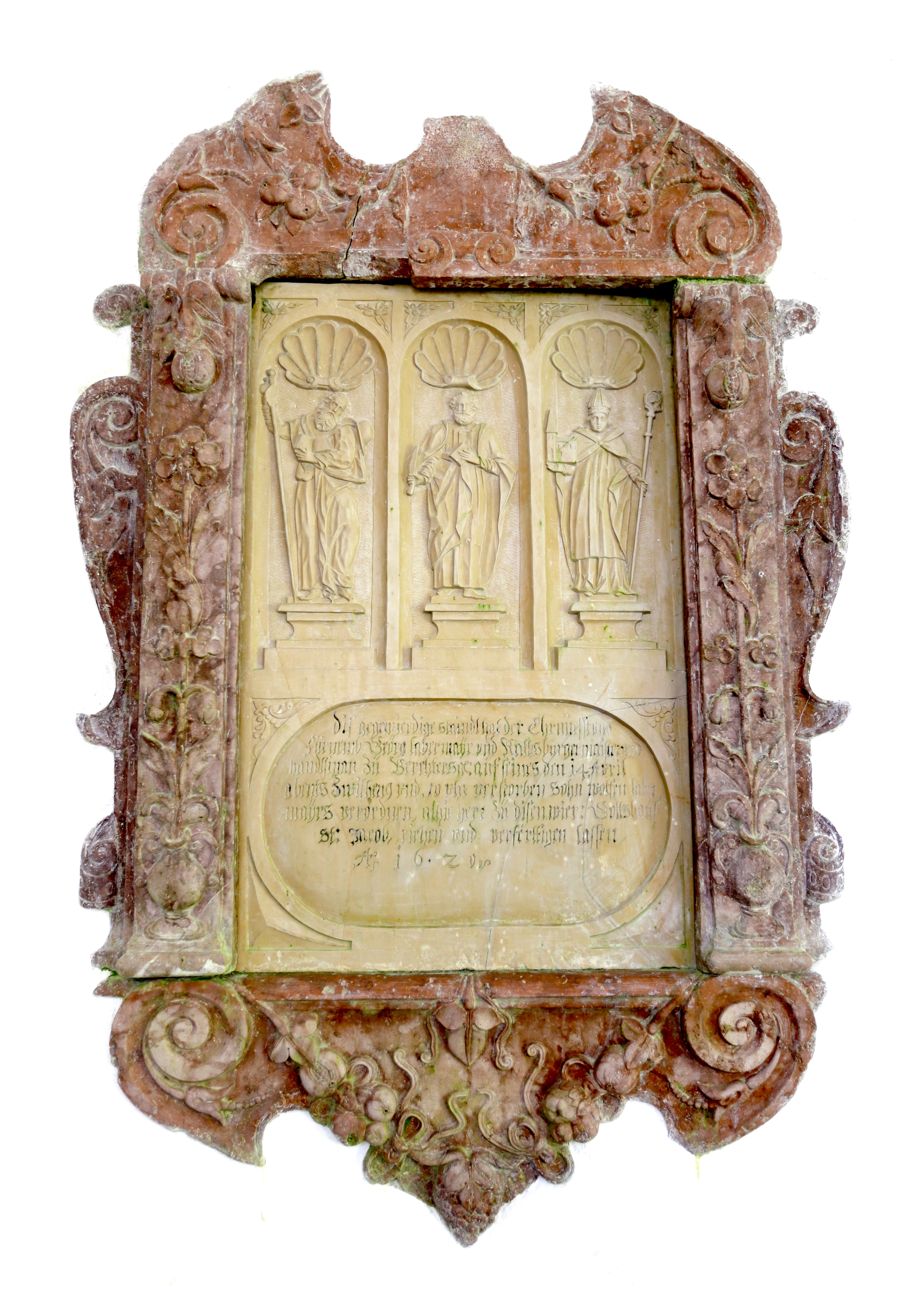
Gedenktafel zu Ehren von Wolf Labermayr
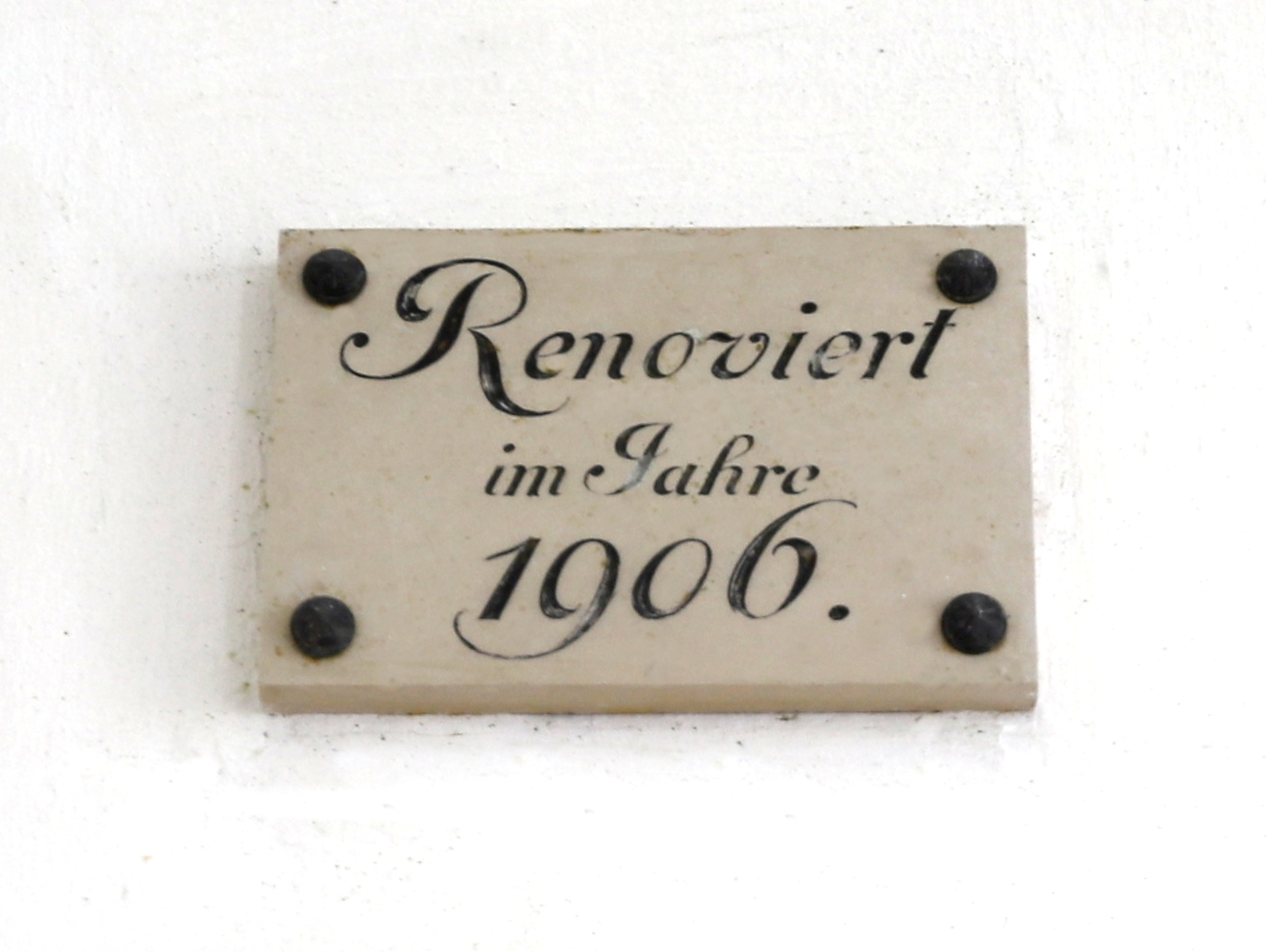
Hinweistafel zur Renovierung der Kapelle